# Кругосвет
Кругосвет је енциклопедија на руском језику која покрива различите области знања у осам суперкатегорија и 27 поткатегорија. Садржи 12.000 уноса, преко 600 актуелних и историјских мапа и 10.000 илустрација и графикона. Намењен је пружању објективних, неидеолошких, лако доступних информација за истраживачке и у друге сврхе.
Енциклопедија је доступна бесплатно на интернету, а раније је пројекат подржавао Информативни програм Института за отворено друштво. Према порталу Јандекс, који такође садржи материјал Кругосвета, она је „по величини и значају упоредив са Великом совјетском енциклопедијом“.
Заједно са бившим колегом са Станфорда Робертом Болом, професор Грегори Фрејдин је основао московску издавачку компанију The Russian Britannica LLC, која је касније отпочела са објављивањем Кругосвета. Сваки трећи чланак Кругосвета преведен је из Collier's Encyclopedia .